# Villogorgia arbuscula
Villogorgia arbuscula är en korallart som först beskrevs av Gray 1889.  Villogorgia arbuscula ingår i släktet Villogorgia och familjen Plexauridae. Inga underarter finns listade i Catalogue of Life.